# Epicauta crassitarsis
Epicauta crassitarsis är en skalbaggsart som beskrevs av Maydell 1935. Epicauta crassitarsis ingår i släktet Epicauta och familjen oljebaggar. Inga underarter finns listade i Catalogue of Life.